# Rosa shaolinchiensis
Rosa shaolinchiensis es una especie de planta del género Rosa, de la familia Rosaceae.

## Taxonomía
Rosa shaolinchiensis fue descrita por S. S. Ying en 2022.

## Distribución
Se encuentra en el territorio de Taiwán.